# Love (sèrie de televisió)
Love és una sèrie de comèdia romàntica per a Web TV creada per Judd Apatow, Lesley Arfin, i Paul Rust, i protagonitzada per Gillian Jacobs, Paul Rust, i Claudia O'Doherty. Des d'un principi Netflix va planejar dues temporades. La primera temporada va comptar amb deu episodis que es van publicar el 19 de febrer de 2016, i una segona temporada de 12 episodis es va estrenar el 12 de març de 2017. Netflix va renovar la sèrie per a una tercera temporada un mes abans de l'estrena de la segona temporada. El 15 de desembre de 2017 Netflix va anunciar que la tercera temporada seria l'última. La tercera temporada es va estrenar el 9 de març de 2018.

## Premissa
La sèrie explora les perspectives masculines i femenines sobre les relacions romàntiques a través dels personatges de Mickey i Gus, interpretats per Jacobs i Rust respectivament.

## Repartiment

### Principals
- Gillian Jacobs com a Mickey Dobbs
- Paul Rust com a Gus Cruikshank
- Claudia O'Doherty com a Bertie Bauer
- Chris Witaske com a Chris Czajkowski (tercera temporada, recurrent en la 1a i la 2a)

### Recurrents
- Mike Mitchell com a Randy Monahan
- Brett Gelman com a Greg Colter
- Iris Apatow com a Arya Hopkins
- Bobby Lee com a Truman
- Tracie Thoms com a Susan Cheryl
- Jordan Rock com a Kevin
- Charlyne Yi com a Cori
- Kerri Kenney com a Syd
- Kyle Kinane com a Eric
- Seth Morris com a Evan
- Milana Vayntrub com a Natalie
- Mädchen Amick com el personatge de la mare d'Arya
- John Ross Bowie as Rob
- Dave Gruber Allen com a Allan
- David Spade com a Steven Hopkins
- Steve Bannos com a Frank
- Eddie Pepitone com a Eddie
- Saxon Sharbino com a Simone
- Dawn Forrester com a Denise Hopkins
- Mark Oliver Everett com a Brian
- Rich Sommer com a Dustin
- Kirby Howell-Baptiste com a Beth
- Esther Povitsky com a Alexis
- Michael Cassady com a Dean
- Lisa Darr com a Diane
- Andy Dick com a himself
- Briga Heelan com a Heidi McAuliffe
- Chantal Claret com a Shaun
- Jason Dill com a Len
- Alexandra Rushfield com a Ali Rush
- Dave King com a Wyatt Meyers
- Jake Elliott com a Aidan
- Cristin McAlister com a Britney
- Mike Hanford com a Wade
- Neil Campbell com a Kyle
- Armen Weitzman com a Ruby
- Tim Kalpakis com a Walt
- Kulap Vilaysack com a Rebecca
- Jay Johnston com el pastor
- Liz Femi com a Liz
- Horatio Sanz com a Jeff
- Chris Redd com a Justin
- Paula Pell com a Erika
- Jongman Kim com a Victor
- Randall Park com a Tommy

### Convidats
- Carlos Acuña com a Carlos
- Stephanie Allynne com a Kelly
- Kathy Baker com a Vicki Cruikshank
- Vanessa Bayer com a Sarah
- Ed Begley Jr. com a Mark Cruikshank
- Kyle Bornheimer com a Ken Cruikshank
- Stephen Boss com a Doobie
- Jesse Bradford com a Carl
- Janicza Bravo com a Lorna
- Danny Cole com a William the Wonder
- John Early com a Daniel
- Eric Edelstein com a Devon Monahan
- Chase Ellison com a Jacob
- Jessie Ennis com a Stella
- John Ennis com a Don
- Megan Ferguson com a Natasha
- Rich Fulcher com a Glen Michener
- Leslie Grossman com a Liz
- Sandrine Holt com a Jorie
- Hannah Leder com a Lila
- Liz Lee com un membre d'SLAA
- Joe Mande com a Jeffrey
- Aparna Nancherla com a Lauren
- Tipper Newton com a Kali
- Graham Rogers com a Mike
- Will Sasso com a Ben
- Rory Scovel com a Gator
- Daniel Stern com a Marty Dobbs
- Jason Stuart com el Dr. Powell
- Drew Tarver com a Andrew Cruikshank
- Robin Tunney com a Waverly
- Tyrus com a Keith el creador
- Justin Willman com el màgic
- Nancy Youngblut com a Carol